# Lahka pot
Lahka pot je najlažja kategorija urejenih oz. označenih slovenskih planinskih poti. Kriterije za kategorizacijo planinskih poti je leta 1986 sprejela PZS oz. njeni Komisija za planinske poti in Komisija GRS. Pregledane in popisane so bile na terenu v letih 1988 do 1990. Kategorizacija je bila dokončno določena leta 1991.
Na 6. seji UO PZS, ki je bila 18. junija 2015, je bil po več kot 10 letih priprav in izvedbe predstavljen in potrjen, Zakonu o planinskih poteh (Uradni list RS, št. 61/2007 skladu z Zakonom o planinskih poteh (Uradni list RS, št. 61/2007) najnovejši kataster planinskih poti. po novem tako velja za lahko pot naslednja definicija:
Lahka planinska pot je planinska pot, ki je namenjena za hojo in rekreacijski tek, pri čemer si uporabniku ni potrebno pomagati z rokama zaradi varovanja ali pomoči pri gibanju po njej. Lahka planinska pot se praviloma lahko uporablja tudi kot sprehajalna pot. Kadar lahka planinska pot preči strmo pobočje, mora biti dovolj široka, da omogoča varno hojo tudi manj izurjenim uporabnikom. Od njih se zahteva le pazljivost, telesno pripravljenost in primerno obutev.
Takšna pot je na smernih tablah označena brez posebne oznake , na planinskih zemljevidih pa z neprekinjeno rdečo črto.